# Par les épines
Pour plus de détails, voir Fiche technique et Distribution.
Par les épines est un film français sorti le 10 octobre 2012, réalisé par Romain Nicolas, qui signe le scénario, la coproduction et la réalisation de l'œuvre. 
Le titre est inspiré d'un poème de René Char. Il s'agit d'un premier film pour partie auto-produit.

## Synopsis
Quatre personnages solitaires et un peu perdus suivent des parcours qui se frôlent dans un Paris à la lisière du réel.

## Fiche technique
- Réalisation et scénario : Romain Nicolas
- Image : Mélodie Lamotte d'Incamps
- Montage : Noémi de Fouchier
- Son : Nicolas Boyer
- Premier assistant réalisateur : Florian Riffard, Harmonie Rey
- Musique : René Aubry
- Costumes : Sarah Ricordel
- Maquillage : Emilia Simova
- Coiffure : Pauline Bry
- Scripte : Juliette Marguenaud
- Mixeur : Pascal Busolin
- Directeur de production : Alain Mayor
- Directeur de post-production : Bénédicte Gardies
- Presse : François Vila

## Distribution
- Renaud Denis-Jean : Baltazar Cortes, Rudy
- Juliette Besson : Juliette
- Anita Lecollinet : Marilyn, Katia
- Agnès Soral : madame Rose
- Jackie Berroyer : Jean-Louis
- Vincent Cheikh : Prune
- Hervé-Axel Colombel : Le patron de l'hôtel
- José Da Silva : Philippe le SDF.

## Accueil critique
La réception critique est contrastée. Si certains parlent d'un film choral « raté de bout en bout » (Le Monde), ou filmé « à l'arrache » (Première), d'autres y voient « bien plus qu'une suite de courts métrages poétiques et burlesques » (Télérama), ou un film « sincère, sensible, et dans ses meilleurs moments, très beau » (CinéObs).